# Drżenie spoczynkowe
Drżenie spoczynkowe (tremor, 'drżenie') – rytmiczne, oscylacyjne ruchy mimowolne różnych części ciała wywołane naprzemiennymi lub synchronicznymi skurczami mięśni antagonistycznych. Występuje w spoczynku, gdy kończyny nie muszą przeciwstawiać się sile grawitacji. Charakterystyczne dla drżenia spoczynkowego jest zmniejszanie się podczas ruchu oraz nasilanie się pod wpływem emocji i stresu. Dotyczy najczęściej kończyn górnych, warg, żuchwy oraz głowy. Drżenie spoczynkowe o częstotliwości 4–5 Hz występuje w przebiegu choroby Parkinsona. Drżenie spoczynkowe samoistne charakteryzuje się częstotliwością drgań od 5,5 do 7 Hz. Często obejmuje głowę.